# Taylor Kinney
Taylor Jacks Kinney (Lancaster, Pennsylvania, 1981. július 15. –) amerikai színész és modell. 
Legismertebb televíziós szerepei közé tartozik Mason Lockwood a Vámpírnaplók, továbbá Kelly Severide a Lángoló Chicago, a Bűnös Chicago és a Chicago Med című sorozatokban. Jared tengerészgyalogost alakította a Zero Dark Thirty – A Bin Láden hajsza (2012) című filmben. 

## Fiatalkora
Taylor Jacks Kinney a pennsylvaniai Lancasterben született, édesanyja Pamela (Heisler), aki fogászasszisztensként dolgozott, míg édesapja Daniel Kinney, bankár.
Kinney-t édesanyja nevelte fel a szintén Pennsylvaniában található Neffsville-ben, miután szülei elváltak. Kinney-nek három fiútestvére volt: Adam, Ryan és Trent. Ryan Kinney valamikor 2008. szeptember 7. előtt hunyt el.
Középiskolai tanulmányait a Lancaster Mennonite School keresztény iskolában végezte. Kinney később a Nyugat-Virginiában található Morgantown West Virginia Egyetemén szerzett diplomát üzleti menedzsment szakon.

## Pályafutása
Karrierjét 2006-ban a MyNetworkTV-n futó Fashion House című televíziós sorozatban kezdte, ahol Luke Gianni-t alakította, majd később Glenn Morrisont játszotta az NBC Trauma című sorozatában.
Visszatérő szereplő volt a Vámpírnaplók című természetfeletti drámasorozatban, ahol a második évadban mutatkozott be Mason Lockwood karakterét alakítva.
2011-ben Kinney szerepelt Lady Gaga You and I című dalához készített videóklipjében.
2012 óta az egyik főszereplőt játszhatja a Lángoló Chicago című drámasorozatban, amely tűzoltók és rohammentősök életét mutatja be. Kinney Kelly Severide-et alakítja a 3-as számú tűzoltóbrigádban.
Szintén 2012-ben mozifilmben is megjelent, méghozzá Kathryn Bigelow kritikailag elismert háborús drámájában, a Zero Dark Thirty – A Bin Láden hajszában.
Ugyanebben az évben vendégszerepelt a Shameless – Szégyentelenek című sorozatban, ahol Craig-et alakította, aki az egyik főszereplő, Fiona gimnáziumi szerelme volt.
2014-ben kapott szerepet vígjátékban, méghozzá az A csajok bosszúja című filmben, majd 2016-ban megjelent a Sötét erdő című horrorfilmben is.

## Magánélete
Kinney 2011 júliusától Lady Gaga Grammy-díjas énekes-dalszerzővel volt kapcsolatban. Nebraskában ismerkedtek meg, mikor az énekesnő You and I című dalához készült videóklipjében dolgoztak, majd nem sokkal ezután kezdtek el randizni egymással. 2015 februárjában jegyezték el egymást, majd 2016 júliusában felbontották eljegyzésüket.

## Filmográfia

### Film
| Év   | Magyar cím                            | Eredeti cím           | Szerep             | Magyar hang  |
| ---- | ------------------------------------- | --------------------- | ------------------ | ------------ |
| 2007 |                                       | White Air             | Frank              |              |
| 2007 | Börtön a pokolban                     | Furnace               | Bill Jamison       |              |
| 2010 |                                       | Scorpio Men on Prozac | May szeretője      |              |
| 2011 |                                       | Prodigal (rövidfilm)  | Brad Searcy ügynök |              |
| 2012 |                                       | Least Among Saints    | Jesse              |              |
| 2012 | Zero Dark Thirty – A Bin Láden hajsza | Zero Dark Thirty      | Jared              |              |
| 2014 | A csajok bosszúja                     | The Other Woman       | Phil               | Dévai Balázs |
| 2015 | Ételre-halálra                        | Consumed              | Eddie              | Papp Dániel  |
| 2015 | Afgán csillag                         | Rock the Kasbah       | Barnes közlegény   | Papp Dániel  |
| 2016 | Sötét erdő                            | The Forest            | Aiden              |              |
| 2018 | Itt és most                           | Here and Now          | Jordan             |              |

### Televízió
| Év        | Magyar cím                   | Eredeti cím                      | Szerep         | Megjegyzések                                       |
| --------- | ---------------------------- | -------------------------------- | -------------- | -------------------------------------------------- |
| 2006      |                              | Fashion House                    | Luke Gianni    | főszereplő (35 epizód)                             |
| 2007      | Miért pont Brian             | What About Brian                 | Jared          | 1 epizód                                           |
| 2008      | Dr. Csont                    | Bones                            | Jimmy Fields   | 1 epizód                                           |
| 2009–2010 | Trauma                       | Trauma                           | Glenn Morrison | főszereplő (19 epizód)                             |
| 2010–2011 | Vámpírnaplók                 | The Vampire Diaries              | Mason Lockwood | visszatérő szerep 2-3. évad (10 epizód)            |
| 2011      |                              | A Mann’s World                   | France         | tévéfilm                                           |
| 2011      | Küzdelem a rákkal            | Five                             | Tommy          | - tévéfilm - magyar hangja: - Csík Csaba Krisztián |
| 2011      | CSI: New York-i helyszínelők | CSI: NY                          | Jason Locke    | 1 epizód                                           |
| 2011      | Született detektívek         | Rizzoli & Isles                  | Jesse Wade     | 1 epizód                                           |
| 2012      |                              | Dating Rules from My Future Self | Dave           | visszatérő szerep                                  |
| 2012      | Shameless – Szégyentelenek   | Shameless                        | Craig Heisner  | 2 epizód                                           |
| 2012      | Castle                       | Castle                           | Darren Thomas  | 1 epizód                                           |
| 2012      | Piszkos csapat               | Breakout Kings                   | Perry          | 1 epizód                                           |
| 2012–     | Lángoló Chicago              | Chicago Fire                     | Kelly Severide | főszereplő                                         |
| 2014–     | Bűnös Chicago                | Chicago P.D.                     | Kelly Severide | visszatérő szerep                                  |
| 2015–     | Chicago Med                  | Chicago Med                      | Kelly Severide | visszatérő szerep                                  |

### Videóklipek
| Év   | Előadó    | Cím       | Szerep        |
| ---- | --------- | --------- | ------------- |
| 2011 | Lady Gaga | You and I | Gaga szerelme |

## Fordítás
- Ez a szócikk részben vagy egészben  a   Taylor Kinney című angol Wikipédia-szócikk fordításán alapul.  Az eredeti cikk szerkesztőit annak laptörténete sorolja fel. Ez a jelzés csupán a megfogalmazás eredetét és a szerzői jogokat jelzi, nem szolgál a cikkben szereplő információk forrásmegjelöléseként.